# Настасино (Псковская область)
Настасино — деревня в Островском районе Псковской области. Входит в состав Воронцовской волости.
Расположена в 29 км к востоку от города Остров и в 10 км к северу от волостного центра, села Воронцово.
Численность населения деревни по состоянию на 2000 год составляет 3 жителей.
До 2005 года деревня входила в состав ныне упразднённой Шаркуновской волости с центром в д.Погорелка.